# نوکیا ۵۸۰۰ اکسپرس‌میوزیک
نوکیا ۵۸۰۰ اکسپرس‌میوزیک یک گوشی از سری ۵۰۰۰ شرکت نوکیا است.
این گوشی دارای یک دوربین ۳.۲ مگاپیکسلی مجهز به لنز کارل زایس، جی‌پی‌اس، خروجی تلویزیون، حافظه داخلی بالا و غیره می‌باشد. ابعاد آن ۱۵٫۵×۵۱٫۷×۱۱۱ میلی‌متر و وزن آن ۱۰۹ گرم است. رویه گوشی را صفحه نمایش بزرگ ۳٫۲ اینچی (با ۱۶ میلیون رنگ) احاطه کرده‌است. این گوشی از سیستم‌عامل سیمبیان نسخه ۹٫۴ + سری ۶۰ ویرایش پنجم بهره می‌برد.
اين مدل نيز مانند ساير مدل های اين گروه شامل 3 طرح تلفيقی قرمز مشکی ، آبی مشکی و کاملا مشکی می باشد .